# Batu Belubang (Pangkalan Baru)
Batu Belubang is een bestuurslaag in het regentschap Bangka Tengah van de provincie Bangka-Belitung, Indonesië. Batu Belubang telt 3275 inwoners (volkstelling 2010).